# Östra Vätterbranterna

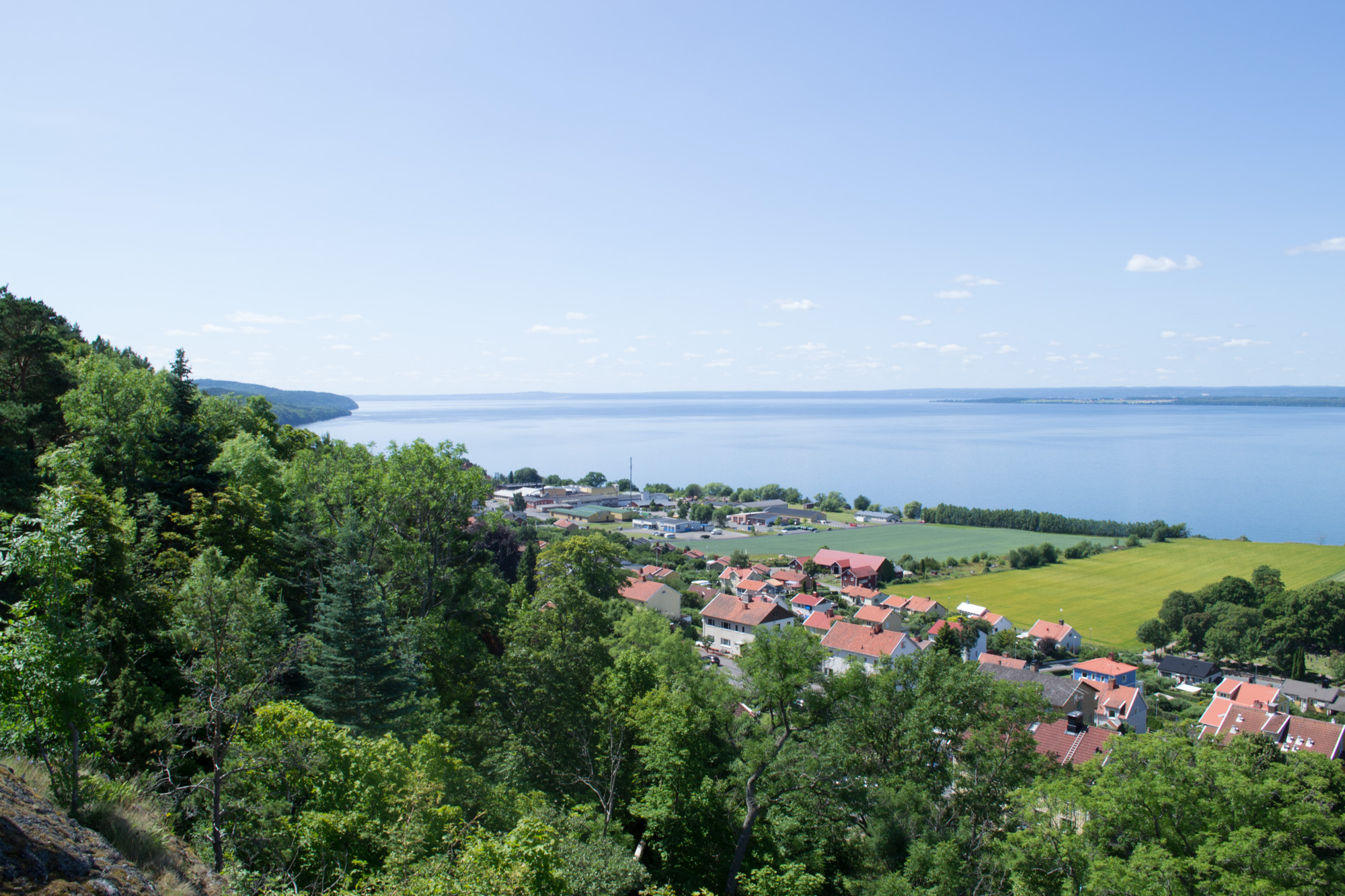
Utsikt från branterna i Gränna.

Östra Vätterbranterna är ett biosfärområde i södra Sverige. Biosfärområdet omfattar drygt 100 000 hektar, och sträcker sig från trakten av Gränna i norr till Tenhult i söder. Biosfärområdet ligger huvudsakligen i Jönköpings kommun samt med mindre delar i Tranås kommun.

## Omfattning
Biosfärområdet är beläget i södra Sveriges centrala delar, och omfattar totalt 105 520 hektar. Av dessa utgör 2 120 hektar ett så kallat huvudområde, 41 800 hektar en bufferzon och 61 600 hektar en övergångszon. Området utgörs av ett antal socknar i Jönköpings kommuns östra delar, samt Adelöv i Tranås kommun.

## Natur
Habitatet i biosfärområdet speglar såväl landets sydliga lövskogszoner som de nordligare barrskogszonerna.
Biosfärområdet omfattar förkastningsbranten och landhyllan mot Vättern, från Uppgränna i norr till Huskvarna i söder, och är kraftigt kuperat. Området har en rik biologisk mångfald, och på bara några kilometer växlar klimatet mellan fyra olika odlingszoner. I Gisebo och i Gränna finns några av Sveriges största fruktodlingsdistrikt, vilket är ovanligt vid områdets breddgrad och längdgrad. Vättern påverkar i hög grad det lokala klimatet.
Naturen består bland annat av många ädellövskogar, och därför är biosfärområdet viktigt för bevarandet av biotoperna som är knutna till dessa skogar.  Området kan också ses som ett gränsområde som övergår från Vätterns lövträdsdominerade landskap till de mer tätbevuxna barrträdslandskapen på Småländska höglandet. Därför har hasselmusen också setts som en symbolart för biosfärområdets miljöer.
Dessutom ingår en del av Vättern i biosfärområdet, liksom flera andra djupa sjöar. Vättern bebos av 31 olika fiskarter, bland annat av vätterröding, som också är en viktig symbolart. Dessutom finns det flera arter i Vättern som är kvarlevor från istiden, och som har anpassat sig till sjön alltsedan dess: bland annat flera kräftdjur och några fiskarter (såsom harr). Insekterna längs Vätterns stränder skiljer också ut sig i området, och påminner mer om den insektsfauna man påträffar längs floder i norra Sverige än sjöar i landets södra delar. I ravinmiljöer nära sjön finns Skandinaviens enda förekomst av den viktiga symbolarten större barksnäcka.
Det finns många djur i området, av vilka ett antal är rödlistade. Ett exempel på dessa är pilgrimsfalken som finns i Omberg. Området är av riksintresse för naturvård (enligt PBL 3 kap.)

## Kultur
Biosfärområdet omfattar socknarna Gränna, Visingsö, Ölmstad, Skärstad, Svarttorp, Lekeryd, Huskvarna, Hakarp, Öggestorp och Rogberga. I området finns tre större stadsområden, och Huskvarna ingår i Sveriges nionde största storstadsområde. Området övergår dock till en mer glest befolkad landsbygdsmiljö med storskaliga jordbruk och gårdar, liksom mindre jordbruk. Ungefär 40 000 personer bor i området, och 31 000 av dessa i de större stadsmiljöerna.

## Tillblivelse
Jönköpings kommun skickade in en ansökan till Unesco om att området skulle bli upptaget bland Unescos biosfärområden. Östra Vätterbranterna blev 2012 utnämnt av Unesco till biosfärområde - det femte i Sverige och ett av drygt 670 i världen.

## Verksamhet
Biosfärområdets verksamhet styrs av en ideell förening med både organisationer och enskilda som medlemmar.